# Platyrrhacus chuncho
Platyrrhacus chuncho är en mångfotingart som beskrevs av Chamberlin 1941. Platyrrhacus chuncho ingår i släktet Platyrrhacus och familjen Platyrhacidae. Inga underarter finns listade i Catalogue of Life.